# Гладковський Олег Володимирович
Олег Володимирович Гладковський (до 2014 мав прізвище Свинарчук; нар. 5 лютого 1970, Чуднів, Житомирська область, УРСР) — український підприємець, політик, голова Міжвідомчої комісії з політики військово-технічного співробітництва та експортного контролю, Перший заступник Секретаря РНБО (до 4 березня 2019 року). Державний службовець 3-го рангу (2015). Багаторічний близький соратник і бізнес-партнер п'ятого Президента України Петра Порошенка.

## Життєпис

### Освіта
В 1993 році закінчив Київський автодорожній інститут за спеціальністю «інженер з організації перевезень і управління на автомобільному транспорті».

### Трудова діяльність
- З 1990 року — у комерційних структурах.
- 1994—1997 — був директором Акціонерного товариства «Автотранссервіс».
- 1997—2012 — заступник гендиректора ЗАТ «Укрпромінвест».
- З 2005 року — голова наглядової ради корпорації «Богдан».
- 2012—лютий 2015 — президент корпорації «Богдан».
- З 13 серпня 2014 року — Голова Міжвідомчої комісії з політики військово-технічного співробітництва та експортного контролю[4].
- З 17 лютого 2015 року — перший заступник Секретаря Ради національної безпеки і оборони України[5].

Протягом певного часу був почесним консулом Сейшельських островів в Україні. Станом на 2018 та 2019 роки, почесним консулом був його син Ігор Гладковський.

### Діяльність в РНБО України
До 1 березня 2018 року Гладковський очолював Міжвідомчу комісію з питань оборонно-промислового комплексу України при РНБО. За час його роботи у Комісії ОПК в оборонній індустрії було проведено повний ремонт озброєння та військової техніки. Україна почала розробляти і новітні зразки озброєння та техніки, які пройшли випробування та почали використовуватися в ЗСУ та інших силових відомствах країни.
Комісія опікувалася стратегічними напрямками розвитку та реформою ОПК України в цілому. Були затверджені Державна цільова оборонна програма розвитку ОВТ на період до 2020 року, Державна цільова програма реформування та розвитку оборонно-промислового комплексу на період до 2021 року, Державна цільова програма створення та освоєння виробництва боєприпасів та продуктів спеціальної хімії на період до 2021 року тощо.
Як Перший заступник Секретаря РНБО Гладковський розвивав Програму ракетного щита України. Це комплекс відновлювальних дій щодо ракетного потенціалу України, впроваджений від початку російської агресії.
Гладковський як представник РНБО працював над розширенням військово-технічного співробітництва України з НАТО та процесом інтеграції країни до НАТО. 2015 року Україна і НАТО підписали «дорожню карту» оборонно-технічного співробітництва.
На чолі Комісії з військово-технічного співробітництва Гладковський ініціював лібералізацію ринку зброї, а саме: надання можливості виробникам зброї або техніки подвійного призначення імпортувати комплектуючі для виробництва та експортувати власну продукцію без допомоги спецекспортерів.
26 лютого 2019 року, Президент Порошенко призупинив повноваження Гладковського, а 4 березня 2019 року звільнив його з посади першого заступника секретаря РНБО.

## Кримінальні провадження

### Закупівлі для оборонної сфери
17 жовтня 2019 року на летовищі Жуляни Гладковському було заборонено покидати Україну, коли він намагався вилетіти до Брюсселя. Після виїзду з аеропорту, Гладковського було затримано на Бориспільській трасі співробітниками НАБУ. Його було заарештовано терміном на два місяці за підозрою в зловживанні службовим становищем, також Гладковського відкрито справу за підозрою в ухилянні від сплати податків розміром 4,5 млн грн.
Гладковському інкримінували зловживання службовим становищем. За даними Сергія Лещенка, Гладковського було затримано у рамках розслідування щодо закупівлі для оборонної сфери автомобілів МАЗ. Ці автомобілі було перебрендовано, після чого вони проходили «викруткову збірку» в автомобілі Богдан. Ці дії проводились на підприємствах, пов'язаних з Гладковським, техніка закуповувалась без тендерів.
19 жовтня 2019 року ВАКС почав розгляд можливості внесення застави Гладковським. Прокурор пропонував суму в 100 млн грн. Того ж дня, ВАКС заарештував Гладковського з альтернативою внесення 10,6 млн грн застави. 21 жовтня 2019 року за нього було внесено заставу.
20 грудня 2019 року ВАКС дозволив зняти з Гладковського електронний браслет без повернення паспорту. Терміни досудового розслідування було продовжено до травня 2020 року.
14 травня 2020 року Гладковському було збільшено суму можливих завданих ним збитків майже на 7 млн до 17,44 млн грн. 20 травня 2020 року Колегія суддів ВАКС відмовила у задоволенні апеляції. 3 червня щодо Гладковського було завершено слідство про можливі зловживання при закупівлі військових вантажівок. У липні 2021 року справу передали до суду.
У березні 2022 року суд звернув заставу, яка була внесена за Гладковського, на користь ЗСУ, і змінив запобіжний захід на особисте зобов'язання. Після цього, обвинувачений перестав з'являтись на судових засіданнях, а за інформацією НАБУ і САП, взагалі виїхав за кордон.
16 квітня 2024 року Колегія суддів ВАКС задовольнила клопотання прокурора САП і НАБУ щодо оголошення Гладковського у розшук у справі про автівки для армії.
13 травня 2024 року ВАКС заочно заарештував Гладковського. 30 травня 2024 року Апеляційна палата ВАКС відмовила у апеляції на тримання під вартою. 14 травня 2025 року Гладковського було затримано в Іспанії.

### Зловживання службовим становищем, несплата податків
Друга справа проти Гладковського — несплата податків при розмитненні картини. Син Гладковського пояснив, що мова йде про портрет Путіна, виконаний з гільз, даний витвір не було внесено до декларації бізнесмена.
18 жовтня 2019 року Гладковському було вручено підозру у зловживанні службовим становищем та недекларуванні статків (ч.2 ст. 364 та ст.366-1 ККУ). НАБУ встановило, що Олег Гладковський також не задекларував доходи дружини від здачі в оренду елітної нерухомості в центрі м. Києва ($54 тис 2016 року, $63 тис 2017 року та $47,5 тис 2018 року).

## Оцінка діяльності
За матеріалами журналістських розслідувань, Гладковський разом з Сергієм Пашинським — співучасник по створенню корупційних схем та розкраданню оборонного бюджету у часи фактичної війни з Росією.
За матеріалами розслідування Bihus.info про розкрадання в оборонній сфері, Гладковський і його 22-річний син Ігор причетні до «багаторічної схеми вимивання сотень мільйонів гривень» із українського оборонного комплексу На думку його сина Ігоря, розслідування Bihus.Info має політичний характер і у ньому зацікавлені низка олігархів, зокрема Ігор Коломойський.
В березні 2019 року дане журналістське розслідування суттєво вплинуло на імідж тодішнього чинного Президента України та кандидата на наступний президентський термін Порошенка, що багато років тісно співпрацював з Гладковським. Ситуація активно висвітлювалась в ЗМІ, а представники Національного корпусу та Національних дружин переслідували Порошенка під час його подорожей країною з вимогами «посадити Свинарчуків за ґрати». Також цей кейс використовував в політичній агітації противник Порошенка Володимир Зеленський.
З липня 2019 року Гладковський повторно очолив корпорацію «Богдан». 19 липня того ж року він не з'явився за викликом на допит до НАБУ в справі щодо розтрати при закупівлях МАЗів.

## Сімейний стан
Одружений, має трьох дітей.

## Нагороди
- Заслужений машинобудівник України (січень 2006)[39];
- Відзнака Президента України — ювілейна медаль «25 років незалежності України» (2016)[40].

### Декларація
- Е-декларація [Архівовано 6 березня 2019 у Wayback Machine.]